# Nhật Thủy
Trần Nhật Thủy (sinh ngày 16 tháng 7 năm 1991), thường được biết đến với nghệ danh Nhật Thủy, là một nữ ca sĩ người Việt Nam. Cô được biết đến nhờ việc sở hữu kỹ thuật giả giọng của mình.
Năm 2014, cô đoạt giải quán quân của mùa thứ 5 trong chương trình Thần tượng âm nhạc Việt Nam cũng như giành giải tương tự trong chương trình Gương mặt thân quen.

## Tiểu sử và sự nghiệp
Nhật Thủy có tên đầy đủ là Trần Nhật Thủy, cô sinh ngày 16 tháng 7 năm 1991 tại Nam Định trong một gia đình có hoàn cảnh khó khăn. Từ khi còn nhỏ Nhật Thủy phải sống với ông bà vì bố mẹ cô làm ăn thua lỗ nên rơi vào cảnh vỡ nợ, phải bán nhà để trả nợ và đi tha hương lập nghiệp. Những năm học cấp 2 Nhật Thủy bắt đầu tích cực tham gia các chương trình đoàn đội của trường và thậm chí còn thử sức ở các cuộc thi hát dành cho tuổi thiếu niên trên sóng truyền hình.
Năm 2014, cô tham gia cuộc thi Vietnam Idol và đoạt giải Quán quân mùa thứ 5. Sau cuộc thi cô cho ra mắt sản phẩm âm nhạc với album "Tỉnh giấc" gồm 10 ca khúc và 2 MV, dưới sự hỗ trợ của nhạc sĩ Anh Quân và ca sĩ Mỹ Linh. Năm 2015, Nhật Thủy tham gia Gương mặt thân quen (mùa 3) và đoạt giải Á quân 3. Ngày 16 tháng 7 năm 2017, Nhật Thủy ra mắt single mang tên “Mùi hương” đánh dấu sự thay đổi trong phong cách âm nhạc của cô. “Mùi hương” là sản phẩm hợp tác giữa Nhật Thủy với nhạc sĩ Thanh Bình và ca sĩ Hoàng Tôn thuộc thể loại R&B. Năm 2019, cô xuất sắc đăng quang ngôi vị Quán quân Gương mặt thân quen (mùa 7) với phần hoá thân thành 4 ca sĩ: Mỹ Linh, Cẩm Ly, Minh Tuyết và Hồ Ngọc Hà. Tháng 7 năm 2019, Nhật Thủy giới thiệu MV "Cô đơn vì ai" đánh dấu sự trở lại sau hai năm kết hôn và sinh con. "Cô đơn vì ai” là sáng tác của nhạc sĩ - ca sĩ Hoàng Tôn lấy bối cảnh tại Đà Lạt.
Năm 2023, cô tham gia vào mùa thứ hai của chương trình Ca sĩ mặt nạ, với việc ra mắt ca khúc "Gật đầu".

## Đời tư
Ngày 26 tháng 11 năm 2017, Nhật Thủy kết hôn với Ngô Quỳnh, sinh năm 1977, hơn cô 14 tuổi và làm việc trong lĩnh vực truyền thông. Cả hai quen nhau vào năm 2015 khi cô tham gia biểu diễn trong một sự kiện do ông xã tổ chức. Năm 2018, Nhật Thủy sinh con trai đầu lòng tên là Tuấn Kiệt.

## Giải thưởng
| Năm  | Giải thưởng                         | Hạng mục                     | Tác phẩm    | Kết quả   | Nguồn         |
| ---- | ----------------------------------- | ---------------------------- | ----------- | --------- | ------------- |
| 2014 | Thần tượng âm nhạc Việt Nam (mùa 5) | —                            | "Tự nguyện" | Quán quân | [ 12 ]        |
| 2015 | Bài hát Việt                        | Ca sĩ thể biểu hiện hiệu quả | Về với đông | Đoạt giải | [ 13 ]        |
| 2015 | Gương mặt thân quen (mùa 3)         | —                            | —           | Á quân 3  | [ 5 ]         |
| 2019 | Gương mặt thân quen (mùa 7)         | —                            | —           | Quán quân | [ 14 ] [ 15 ] |